# Concordia (Sinaloa)
Concordia es una pequeña ciudad del estado de Sinaloa, México. Es cabecera del municipio homónimo, se ubica a la orilla del Río Presidio y junto a la carretera que va de Villa Unión a la ciudad y estado de Durango. Fue fundada bajo el nombre de Villa de San Sebastián.
Según el censo del 2010, la ciudad tenía una población de 8,328 habitantes. Concordia es un pueblo señorial.

## Historia
De acuerdo a numerosas obras publicadas, escritas por historiadores reconocidos internacionalmente, se sabe que el capitán Francisco de Ibarra (explorador español) fue quien conquistó la Nueva Vizcaya, siendo el fundador de la villa de San Sebastián, actual ciudad de Concordia Sinaloa, el día 20 de enero de 1565 y del descubrimiento del mineral de Pánuco (Sinaloa)|Pánuco (Sinaloa). Durante la etapa de todo el periodo colonial y hasta los primeros años del México independiente conservó el nombre de Villa de San Sebastián. Durante la existencia del Estado de Occidente, San Sebastián era la cabecera del Departamento de este nombre, conformado por el sur de Sinaloa, incluyendo San Ignacio y El Rosario (Sinaloa) El Rosario.
En la primera Constitución Política del estado de Sinaloa, del año 1831, el Departamento y la Villa de San Sebastián cambiaron de nombre por el de Concordia en recuerdo de una Logia Masónica ubicada en la localidad; siendo uno de los siete partidos que conformaban este estado.

## Hermanamiento
La ciudad de Concordia está hermanada con:
- Pico Rivera,  California (2014)[14]